# Josef Alois Náhlovský

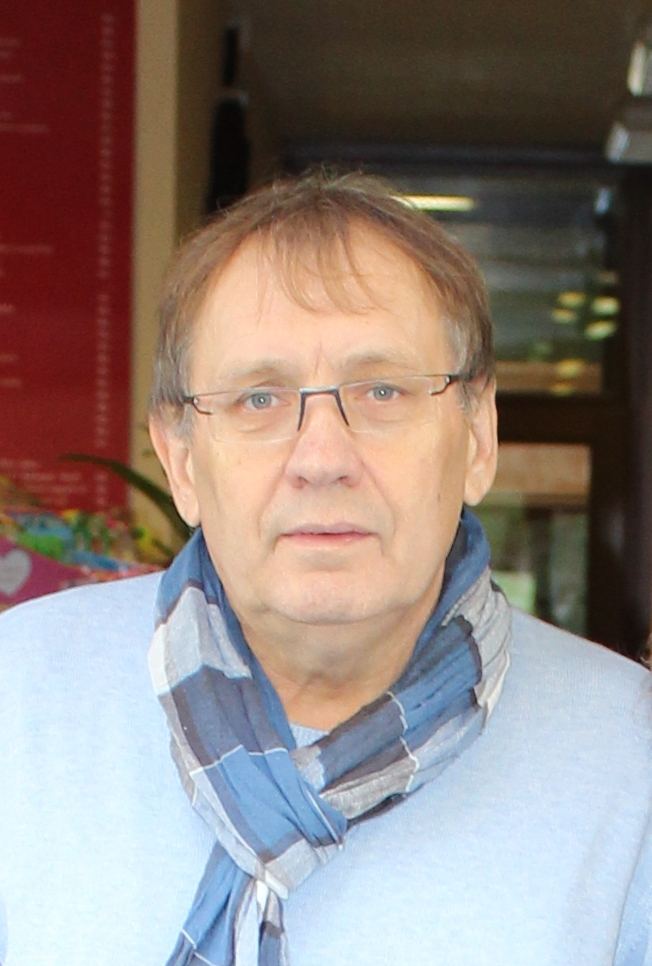
Josef Alois Náhlovský, 2013

Josef Alois Náhlovský (* 15. Dezember 1949 in Lom u Mostu; † 7. April 2022 in Ústí nad Labem) war ein tschechischer Humorist, Entertainer, Musiker, gelegentlicher Schauspieler und Schriftsteller. In seinen komödiantischen Darbietungen übernahm er die Rolle eines schlauen Einfaltspinsels, der in der Art des törichten Honza (in etwa "des törichten Horst") alle Fallen erfolgreich überwindet.
Ursprünglich begann er zusammen mit Petr Novotný in Ústí nad Labem als Moderator für Fešáci. Mit seinem Schauspielpartner und Kollegen Josef Mladý bildete er ein komödiantisches Duo, er arbeitete auch mit dem Moderator und Entertainer Karel Šíp zusammen. Er ist der Autor einer humoristischen Theorie über das fiktive Volk des alten Erzgebirges, die er in seinem humoristischen Buch Erzgebirgische Chronik (illustriert von Štěpán Mareš) verarbeitet hat. Er bezeichnete sich selbst auch oft als der letzte lebende Erzgebirgler.